# 合庭惇
合庭 惇（あいば あつし、1943年10月21日 - ）は、日本の情報学者。専攻は電子メディア論、情報社会論。静岡大学教授を経て、国際日本文化研究センター名誉教授。

## 来歴・人物
福岡県出身。東京大学文学部卒業後の1968年に岩波書店へ入社。雑誌『思想』編集長、ニューメディア開発室長、編集部長を歴任し、静岡大学教養学部教授・同情報学部教授を務めた。その後、2000年より国際日本文化研究センター教授となり、同センター文化資料研究企画室教授を歴任し、2009年3月末をもって定年退職。

## 主な著書

### 単著
- デジタル羊の夢 - マルチメディアとポストモダン（1994年、河出書房新社）ISBN 9784309250649
- 電子出版の未来形（1996年、マルチメディア出版研究会）ISBN 9784915085048
- デジタル知識社会の構図 - 電子出版・電子図書館・情報社会（1999年、産業図書）ISBN 9784782801239
- 速解パソコン・IT用語事典（2002年、成美文庫・成美堂出版）
- 情報社会変容 - グーテンベルク銀河系の終焉（2003年、産業図書）ISBN 9784782801512
- ハイデガーとマルクーハン - 技術とメディアへの問い（2009年、せりか書房）

### 共編著
- （中井弘和、本多隆成 共編著）米と日本人（1997年、静岡新聞社）
- （河合隼雄、山折哲雄、加賀乙彦 共著）宗教を知る 人間を知る（2002年、講談社）

### 翻訳著
- デイヴィッド・ライアン『ポストモダニティ』（1992年、せりか書房）
- フレドリック・ジェイムソン『カルチュラルターン』（河野真太郎、秦邦生 共訳）（2006年、作品社）